# Asymptotischer Kegel
In der Mathematik ist der asymptotische Kegel eines metrischen Raumes eine Konstruktion, die die Idee eines Grenzraumes nach (beliebig klein werdender) Reskalierung der Metrik formalisiert und damit den Begriff des Gromov-Hausdorff-Grenzwerts verallgemeinert.
Die Konstruktion hängt von der Wahl der „Skalierungskonstanten“ und eines Ultrafilters ab. Im Folgenden wird stets ein freier Ultrafilter {\displaystyle {\mathcal {F}}} vorausgesetzt. Die Indexmenge ist in der Regel {\displaystyle I=\mathbb {N} }. Weiters ist {\displaystyle (\lambda _{i})_{i}} mit {\displaystyle \lim _{\mathcal {F}}\lambda _{i}=\infty } eine fest gewählte Folge positiver Zahlen („Skalierungskonstanten“).

## Ultralimes metrischer Räume
Sei {\displaystyle \left\{(A_{i},d_{i})\right\}_{i\in I}} eine Folge metrischer Räume. Mittels der Äquivalenzrelation {\displaystyle (a_{i})\sim (b_{i})\Leftrightarrow \left\{i\in I\colon a_{i}=b_{i}\right\}\in {\mathcal {F}}} definiert man das  Ultraprodukt {\displaystyle \Pi _{i}A_{i}/\sim } und auf diesem eine Pseudometrik durch
{\displaystyle D(a,b)=\lim _{\mathcal {F}}d_{i}(x_{i},y_{i})},
d. h., {\displaystyle D(a,b)} ist ein Element aus {\displaystyle \left[0,\infty \right]}, so dass für jede Umgebung {\displaystyle V} von {\displaystyle D(a,b)} gilt:
{\displaystyle \left\{i\in I\colon d_{i}(x_{i},y_{i})\in V\right\}\in {\mathcal {F}}}.
Man betrachtet dann die Teilmenge des Ultraprodukts, bestehend aus den (Äquivalenzklassen von) Folgen {\displaystyle a=(a_{i})_{i\in I}} mit {\displaystyle D(a,p)<\infty }. Auf dieser nimmt die Pseudometrik {\displaystyle D} nur endliche Werte an.
Als Ultralimes {\displaystyle \lim _{\mathcal {F}}(A_{i},d_{i},p_{i})} der Folge {\displaystyle \left\{(A_{i},d_{i})\right\}_{i\in I}} relativ zum Beobachtungspunkt {\displaystyle p=(p_{i})_{i\in I}} bezeichnet man den metrischen Raum, den man als Quotienten dieser Teilmenge unter der Äquivalenzrelation {\displaystyle a\sim b\Leftrightarrow D(a,b)=0} erhält. Die Pseudometrik {\displaystyle D} induziert die Metrik auf dem Ultralimes.

## Asymptotischer Kegel
Sei {\displaystyle (X,d)} ein metrischer Raum und {\displaystyle x\in X}. Dann definiert man den asymptotischen Kegel von {\displaystyle X} (bezüglich des Ultrafilters und der Skalierungskonstanten) durch
{\displaystyle \operatorname {Cone} (X,d,x):=\lim _{\mathcal {F}}(X,d/\lambda _{i},x)}.
Gelegentlich wird auch der ultrametrische asymptotische Kegel betrachtet. Dieser ist definiert als {\displaystyle \lim _{\mathcal {F}}(X,d^{1/\lambda _{i}},x)}.

## Eigenschaften
- Wenn {\displaystyle X} ein geodätischer metrischer Raum ist, dann {\displaystyle \operatorname {Cone} (X)} ebenfalls.
- Wenn {\displaystyle X} ein Hadamard-Raum ist, dann {\displaystyle \operatorname {Cone} (X)} ebenfalls.
- Wenn {\displaystyle X} ein CAT(0)-Raum ist, dann {\displaystyle \operatorname {Cone} (X)} ebenfalls.
- Wenn {\displaystyle X} ein CAT(κ)-Raum für ein {\displaystyle \kappa <0} ist, dann ist {\displaystyle \operatorname {Cone} (X)} ein metrischer Baum.
- Wenn die Bahnen der Isometriegruppe beschränkten Hausdorff-Abstand von {\displaystyle X} haben, dann ist {\displaystyle \operatorname {Cone} (X)} ein homogener metrischer Raum.
- Eine {\displaystyle (L,C)}-Quasiisometrie {\displaystyle \phi \colon X\to Y} induziert eine {\displaystyle L}-Bilipschitz-Abbildung {\displaystyle \operatorname {Cone} (\phi )\colon \operatorname {Cone} (X)\to \operatorname {Cone} (Y)}.[1]

## Beispiele
- Für {\displaystyle X=\mathbb {R} ^{n}} (der euklidische Raum), ist {\displaystyle \operatorname {Cone} (\mathbb {R} ^{n})=\mathbb {R} ^{n}}.
- Für {\displaystyle X=\mathbb {H} ^{n}} (der hyperbolische Raum), ist {\displaystyle \operatorname {Cone} (\mathbb {H} ^{n})} ein {\displaystyle \mathbb {R} }-Baum.
- Für einen symmetrischen Raum nichtkompakten Typs {\displaystyle X} ist {\displaystyle \operatorname {Cone} (X)} ein euklidisches Gebäude.[2]

## Zusammenhang mit Gromov-Hausdorff-Konvergenz
Wenn {\displaystyle \left\{(X,d/\lambda _{i},x)\colon i\in I\right\}} eine in der Gromov-Hausdorff-Topologie präkompakte Familie ist, dann ist {\displaystyle \operatorname {Cone} (X)} ein Häufungspunkt dieser
Folge. Insbesondere stimmt der Gromov-Hausdorff-Grenzwert, wenn er existiert, mit {\displaystyle \operatorname {Cone} (X)} überein.